# Rittergut Wichtringhausen

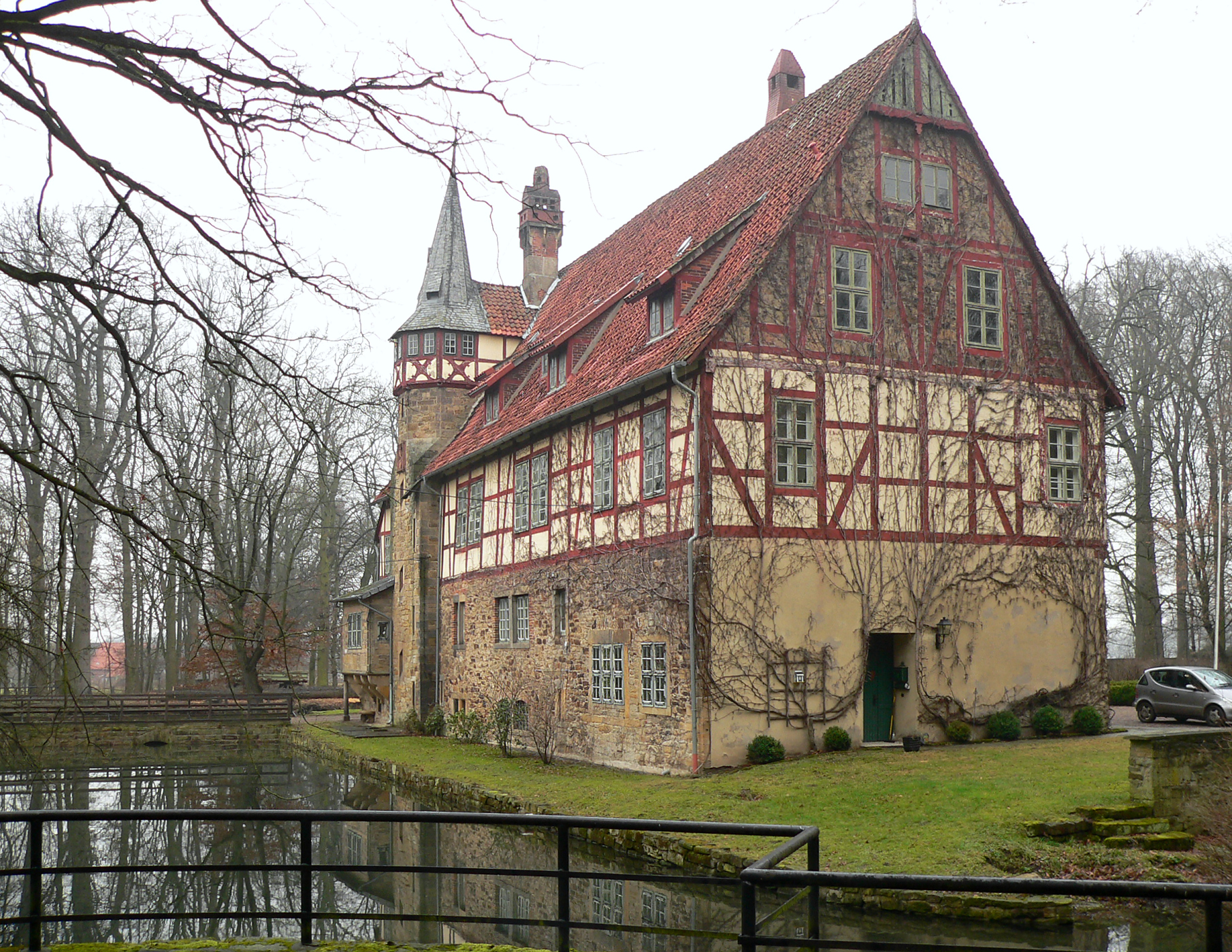
Herrenhaus des Ritterguts Wichtringhausen mit umgebenden Wassergraben

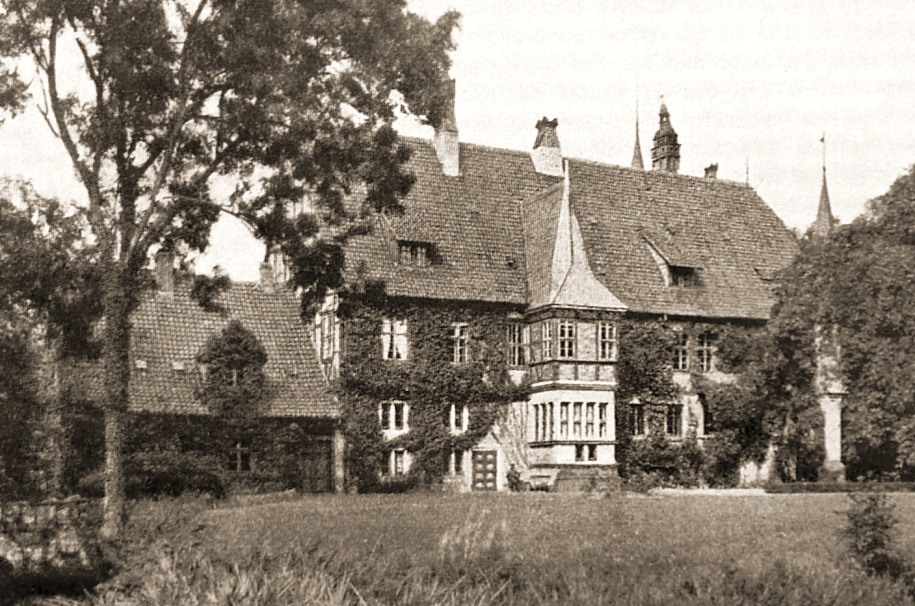
Herrenhaus, 1912

Das Rittergut Wichtringhausen befindet sich im Ortsteil Wichtringhausen der Stadt Barsinghausen in Niedersachsen. Die Anlage hat ihren Ursprung im 12. Jahrhundert und steht seit 1743 im Besitz der Familie von Simmern. Sie bewohnt noch heute das Rittergut, das in einigen früheren Wirtschaftsgebäuden über eine Gastronomie verfügt und für Veranstaltungen genutzt wird.

## Lage
Die Gutsanlage liegt nördlich der B 65. Auf der Trasse der Bundesstraße verlief im Mittelalter der Hellweg vor dem Santforde, eine Handelsstraße, die Hildesheim und Braunschweig mit den Städten Westfalens verband. Das Gut ist von einem Park mit altem Baumbestand umgeben.

## Baubeschreibung und -geschichte

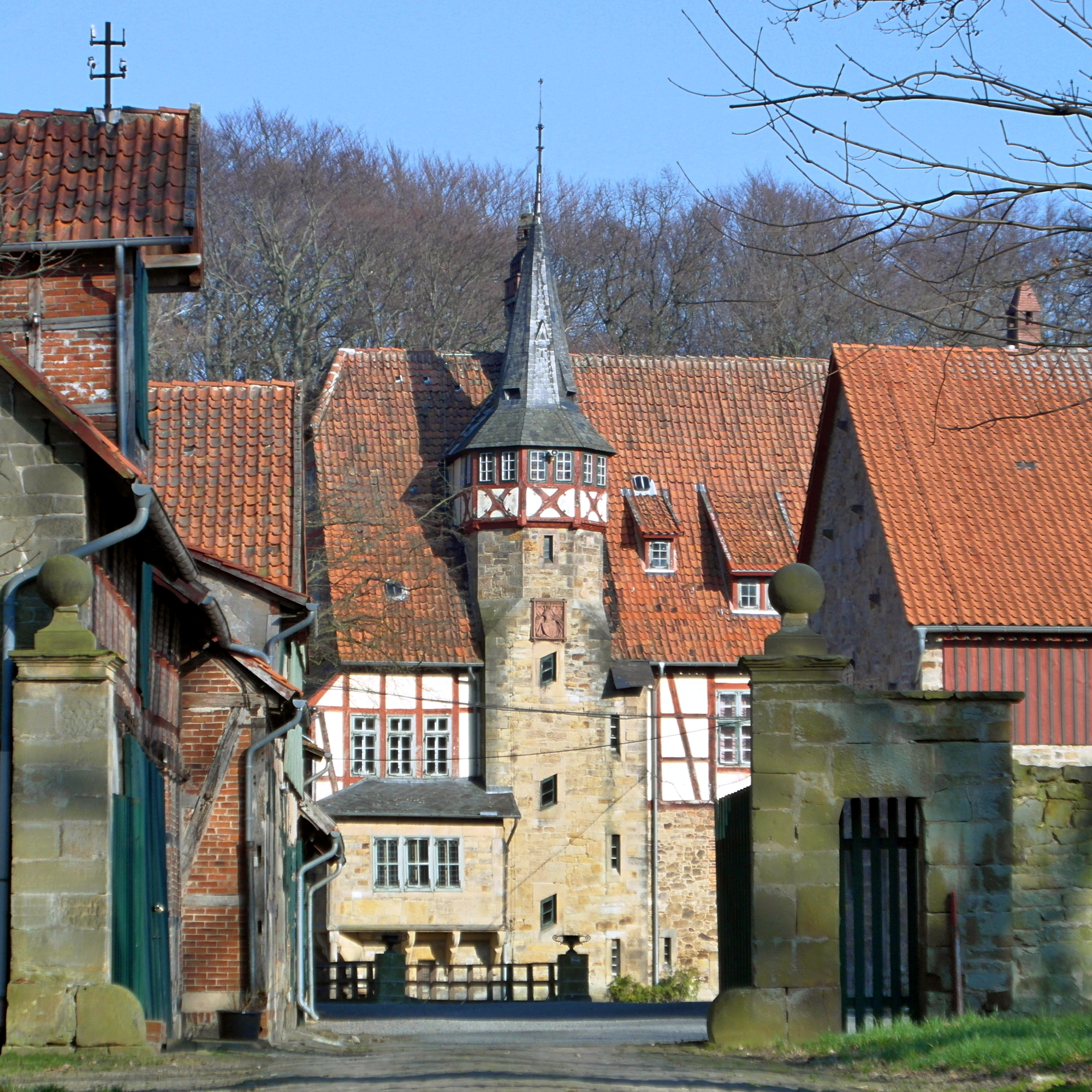
Blick auf das Rittergut

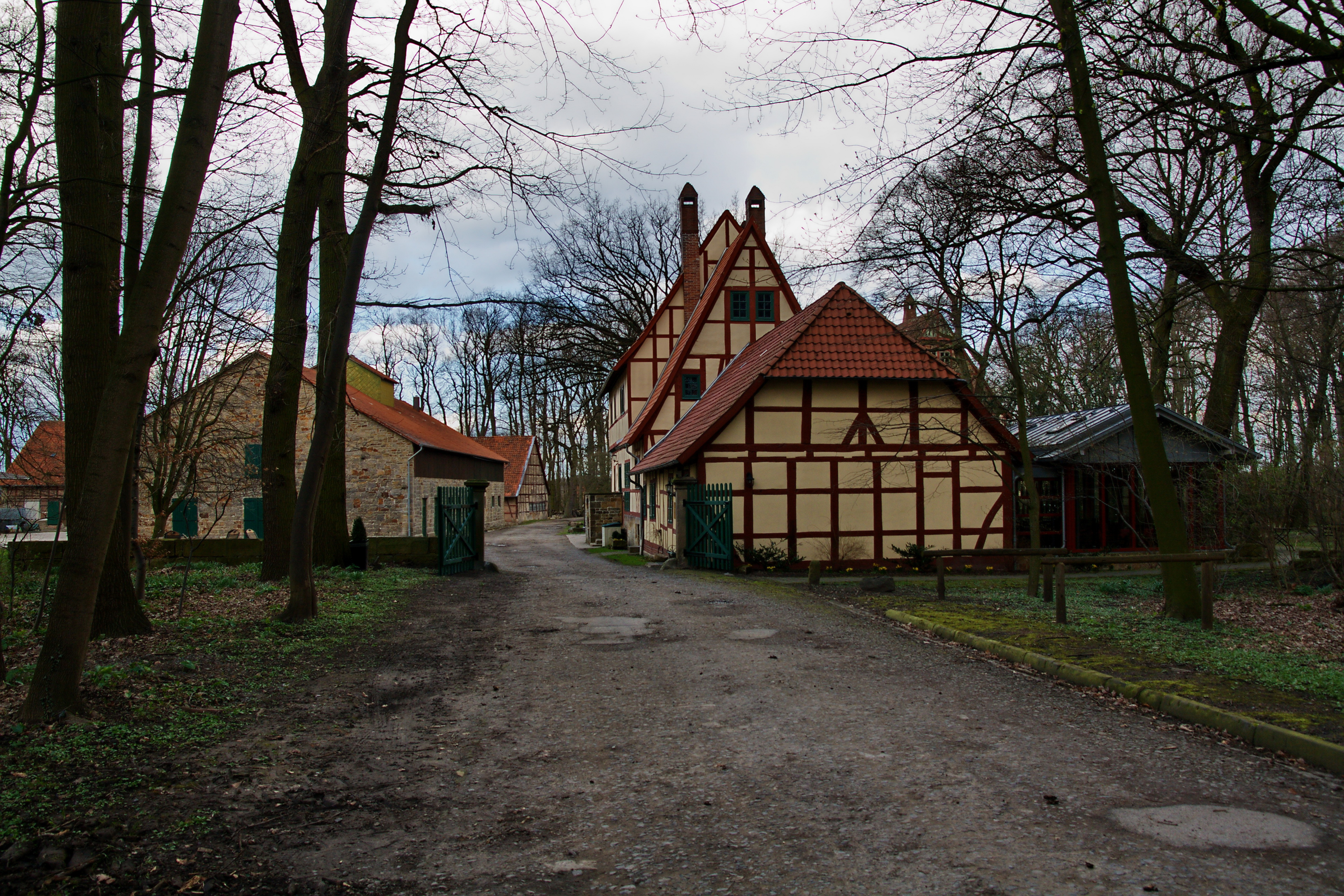
Zufahrt mit früherem Verwalterhaus mit Anbauten, rechts

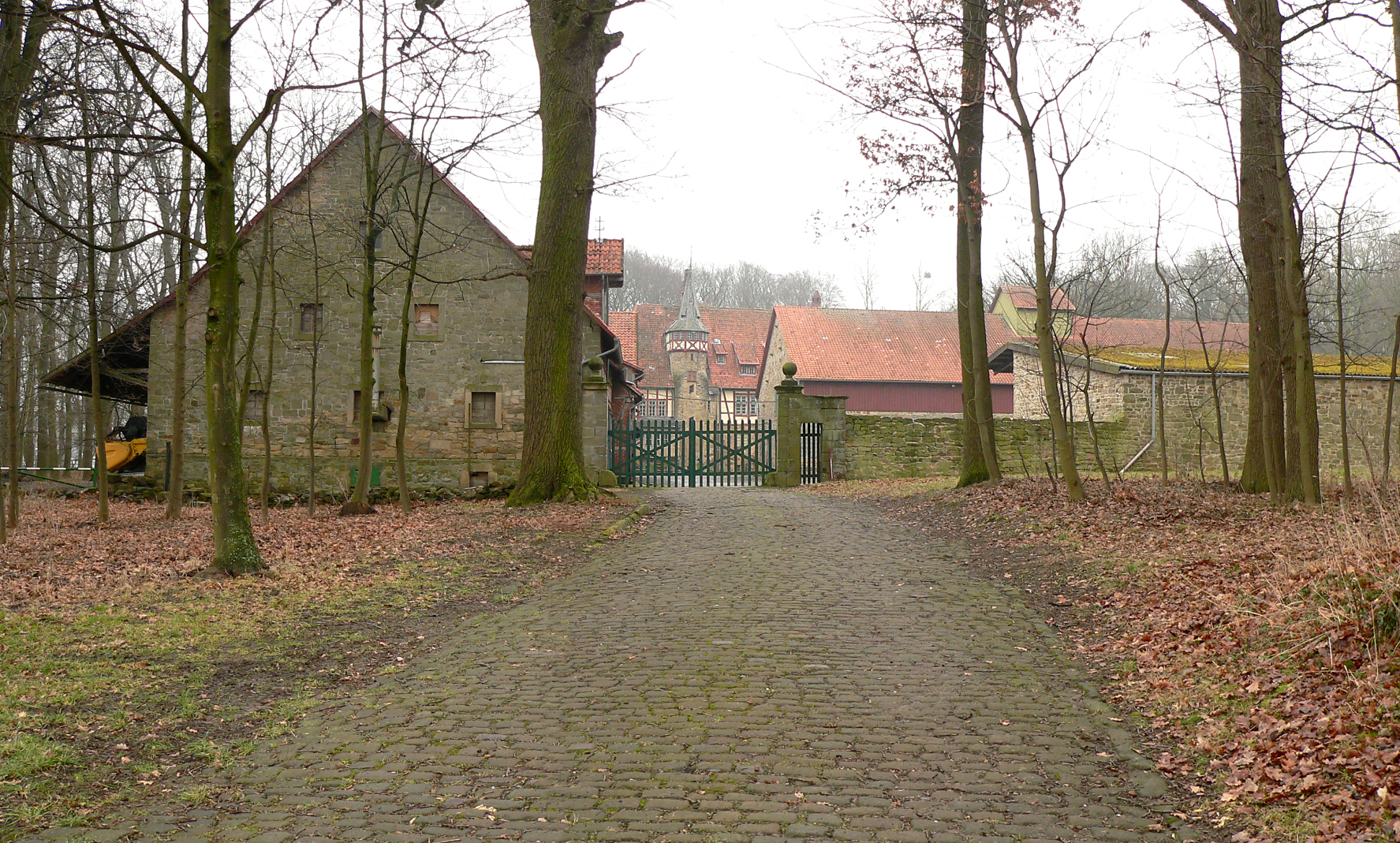
Seitenansicht des Ritterguts

Das zweigeschossige Herrenhaus des Rittergutes steht auf einer von einem breiten Graben umgebenen Insel, die über drei Brücken zugänglich ist. Das seit 1948 unter Denkmalschutz stehende Herrenhaus ist vermutlich im 16. Jahrhundert errichtet worden. Das Gebäude besteht im unteren Teil mit dem Keller und dem Erdgeschoss aus Bruchsteinen, im oberen Teil aus verputztem Fachwerk.
Im 17. Jahrhundert kam es zu ersten Umbauten am Herrenhaus. Es erhielt an der Ostseite einen im Renaissancestil gestalteten Erker, der durch die Zahl „1611“ datiert wird. Im 19. Jahrhundert kam es auf dem Rittergut sowie am Herrenhaus zu weiteren baulichen Veränderungen, die die Anlage stark veränderten und ursprüngliche Formen nicht mehr erkennen lassen. Der hannoversche Politiker und Reichstagsabgeordnete Heinrich Langwerth von Simmern (1833–1914) setzte die Gutsanlage grundlegend in Stand, wobei es 1866 zu einer Umgestaltung des Herrenhauses im neugotischen Stil kam. Dabei entstanden ein steinerner Treppenturm, ein Söller, ein Erker und ein Türmchen sowie eine neue Ausstattung der Innenräume. 
Auf dem Gutsgelände befinden sich neben dem Herrenhaus ein 1865 errichtetes Verwalterhaus mit Anbauten, ein massiver Kuhstall von 1905 sowie Stein- und Fachwerkgebäude als Wirtschaftsbauten aus dem 17. bis 19. Jahrhundert.

## Geschichte
Vorläufer des Rittergutes war im Mittelalter ein Sattelhof. Im Jahr 1188 wird Wichtringhausen als erstmals als „Wicmeringehusen“ in einem Lehnsregister des Mindener Bischofs erwähnt. Der Bischof gab das Gut seinen Vasallen zum Lehen. Im Mittelalter diente das Rittergut als Vorwerk und Raststation an der vorbeiführenden Handelsstraße. Im 15. Jahrhundert kam das Rittergut an die Schaumburger Grafen, die es ebenfalls verlehnten und hier eine kleinere Burg erbauten. Im 16. Jahrhundert wurde die Burg in ein Wasserschloss mit Gruft, Kapelle und Torhaus umgebaut. Als erster Lehnsnehmer des Gutes erhielt Otto von Reden im Jahr 1600 von Herzog Heinrich Julius die Untergerichtsbarkeit für Wichtringhausen, Bantorf, Hohenbostel und Winninghausen. Mit Georg Reinhard Langwerth von Simmern folgten 1743 die Herren von Simmern, deren Nachfahren das Gut noch heute im Besitz haben. Heinrich Langwerth von Simmern vergrößerte das Landgut im 19. Jahrhundert durch Arrondierungsankäufe auf 1300 Morgen.
Im früheren Verwalterhaus des Ritterguts befindet sich heute eine Weinstube als Niederlassung des Weinguts Freiherrlich Langwerth von Simmern’sches Rentamt in Eltville.